# Daniel Handler
Daniel Handler (San Francisco, California, 28 de febrero de 1970) es un escritor estadounidense. Es autor de novelas para adultos, guiones de películas y narraciones infantiles, y se dedica también a la interpretación del acordeón. En algunas obras utiliza como seudónimo Lemony Snicket, que es también el nombre de uno de los personajes en dichas obras.

## Biografía

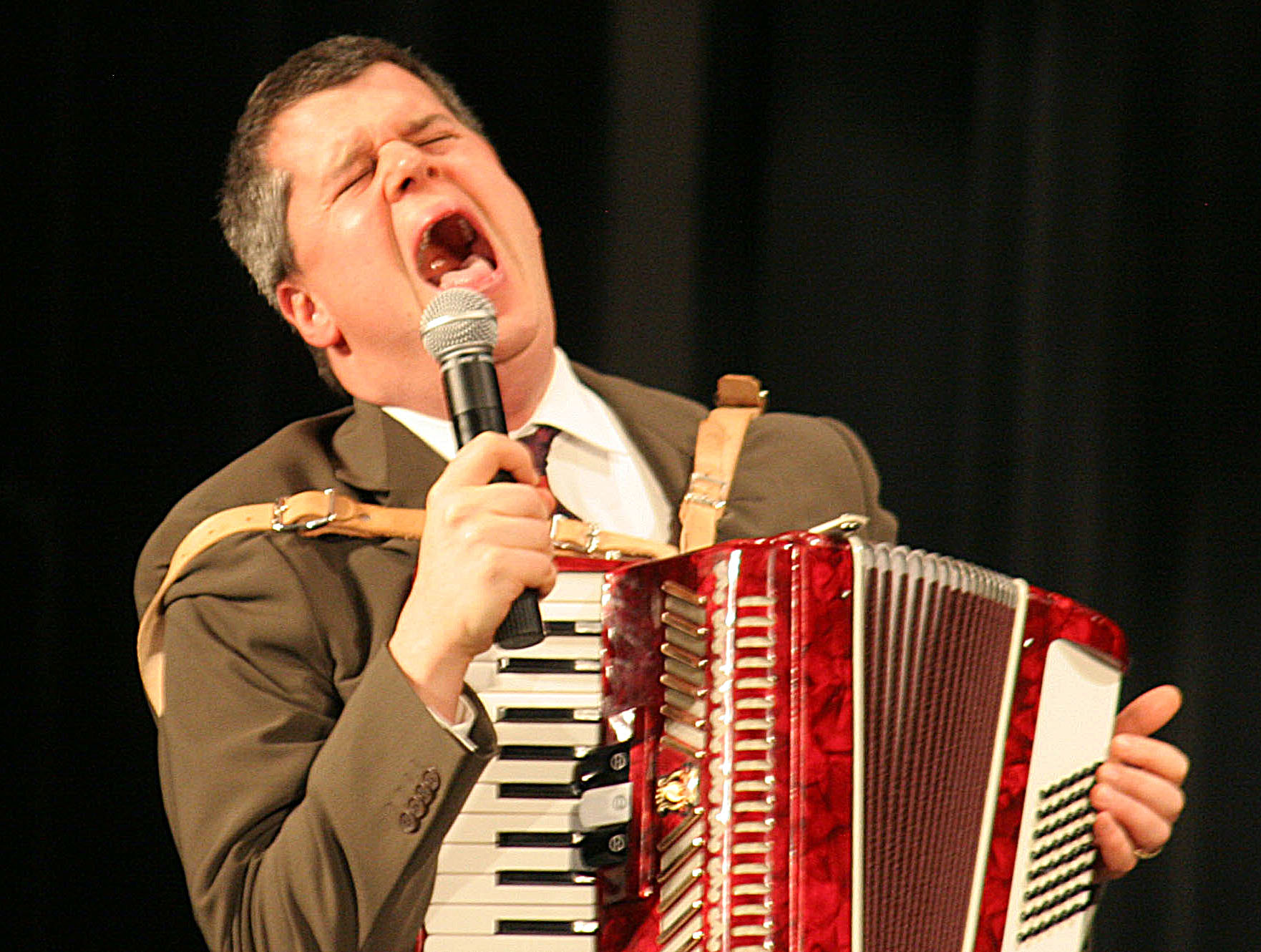
Handler en un concierto de acordeón.

Daniel Handler es hijo de Lou Handler y Sandra Handler Day, fue alumno del Coro de muchachos de San Francisco y asistió a la Lowell High School. Se graduó de la Universidad Wesleyana de Middletown, Connecticut, en 1992. Vive en San Francisco en una vieja casa victoriana y se encuentra casado con Lisa Brown, una artista plástica que conoció en la universidad y con quien tuvo un hijo, Otto, en octubre de 2003.

## Lemony Snicket

### Origen y utilización del seudónimo
Originalmente Handler empleó este seudónimo para evitar emplear su verdadero nombre en las listas de correo de varias organizaciones de derecha que estaba investigando para una de sus novelas. Luego, cuando se encontraba escribiendo la serie de libros infantiles, se le ocurrió utilizar el nombre de Snicket para añadir un aire de misterio a los actos; Lemony Snicket es una figura evasiva. Handler junto con el personaje de Snicket agrega cierto humor en la biografía de cada uno de los libros cuando describe la vida del autor ficticio y en la página final de cada libro, Snicket escribe un mensaje donde se ve que toma medidas algo complicadas al entregar a su editor el manuscrito de cada libro que le sigue, al igual que en la página de internet de Lemony Snicket y en La autobiografía no autorizada de Lemony Snicket (donde él mismo escribió la introducción). Para divertir un poco más a los lectores, la edición americana de la portada de este libro tiene una sobrecubierta que puede ser "disfrazada" con la portada The luckiest kids in the world book 1: The pony party! (Los niños más afortunados del mundo libro 1: La fiesta del poni) por "Loney M. Setnick," el cual es el anagrama de "Lemony Snicket". En el libro, el mismo Daniel Handler insinúa ser un miembro de V.F.D.
Para hacer tiempo al final del primer audiolibro, leído por Tim Curry, hay una entrevista con quien se supone es el "Sr. Snicket" pero aparentemente no se encuentra en casa, y la entrevista procede con el "Sr. Handler," quién se confunde a sí mismo con su “patrón” durante la entrevista. Para evitar responder cualquier pregunta difícil, Handler invoca un dispositivo psicológico por el cual la respuesta a una pregunta puede ser tan horrible que al oyente le parece como si no fuese dada por completo. 
Una grabación titulada "Brad Silberling and the real Lemony Snicket commentary" (Brad Silberling y el comentario del verdadero Lemony Snicket) fue grabada para el DVD lanzado el 26 de abril de 2005, empleando a Handler como la voz de Snicket. Brad Silberling es el director de la película, y "Lemony Snicket" quien planeó estando de acuerdo con Jude Law, definir al actor como el "Impostor de Lemony Snicket".
Handler ha escrito con este seudónimo una serie de novelas infantiles, A series of unfortunate events (que es conocida en español como Una serie de catastróficas desdichas ), pero el hombre que comenzó como un narrador se convirtió en un personaje dentro de la serie, llegando incluso a escribir los libros Lemony Snicket: The unauthorized autobiography (libro traducido como Lemony Snicket: La autobiografía no autorizada ) y 13 secretos impactantes que desearías nunca saber sobre Lemony Snicket.
Handler también ha hecho otros trabajos adicionales bajo el nombre de Snicket. La primera fue It was a dark and silly night (Fue una noche oscura y ridícula), un volumen de Art Spiegelman y su esposa Françoise Moulyde, y la serie de Little Lit, por Françoise Mouly." La historia comienza ". En ese caso, Silly (que significa Ridículo en español) son siglas que representan Slightly Intelligent, Largely Laconic Yeti..."(Yeti un poco inteligente, en gran parte lacónico). El segundo fue una historia corta publicada en la revista USA Weekend (un periódico suplementario de Estados Unidos), fechado el 10 de diciembre de 2004. Fue una historia navideña titulada "The lump of coal (El terrón de Carbón)" e incluye dos ilustraciones a color de Brett Helquist (quien ha ilustrado todos los libros de Una serie de catastróficas desdichas hasta la fecha). El tercero fue una introducción y la mitad de una historia para la colección de historias cortas Noisy outlaws, unfriendly blobs, y other things. La mitad de una historia es un concurso invitando a los lectores a que ayuden a terminarla para ganar un premio especial. El más reciente es una pieza de orquesta titulada The composer is dead (El compositor está muerto), que será presentada el 8 de julio de 2006 por La Orquesta Sinfónica de San Francisco.

### Biografía de Lemony Snicket, el personaje
El personaje de Lemony Snicket en los libros de Una serie de eventos desafortunados es un antiguo crítico de teatro que investiga y escribe la triste historia de los huérfanos Baudelaire. Él sigue sus rastros y recolecta evidencias relacionadas con sus aventuras, pero es posible que él jamás se haya encontrado con Violet, Klaus, o Sunny en persona, aunque algunos fanes casi lo identifican como un taxista que apareció brevemente en El penúltimo peligro. Conforme la serie progresa se hace cada vez más claro que Snicket conocía bien a los ya difuntos Sr. y Sra. Baudelaire desde hace muchos años por medio de su conexión con la organización secreta "V.F.D.". Sin embargo, como se mencionó en El hospital captivo y en el fin de Una serie de catastróficas desdichas, a pesar de todas las investigaciones y trabajos, él aún no conoce el lugar actual, posición y estado de los niños Baudelaire. Lemony fue reclutado por V.F.D. de niño, según la canción Little Snicket Lad (El pequeño chico de Snicket) al igual que otra información encontrada en la Autobiografía no autorizada. En Las cartas de Beatrice su sobrina (hija de Kit Snicket), la cual también se llama Beatrice, menciona que ella cree que él es un detective de algo, referente a sus investigaciones en el caso de los niños Baudelaire y presuntamente otros casos. Realmente él no es un personaje en el libro. Sin embargo, en este aparecen personajes con el apellido de Snicket. 
Frecuentemente Snicket es despectivo consigo mismo; se ha descrito como un cobarde, y en varios puntos de sus novelas comenta que no habría sido tan valiente como los niños Baudelaire lo han sido en sus situaciones. También ha confesado que ha hecho cosas nada nobles, la más notable es el robarle el azucarero a Esmé Miseria. También ha dicho implícitamente que ha tenido algo que ver en la muerte de los padres del antagonista principal de la serie, el Conde Olaf.
Al igual que los niños Baudelaire, Snicket viene de una familia de tres hermanos. Su hermano Jacques y su hermana Kit también eran miembros de V.F.D. y amigos de los padres de los Baudelaire. Ambos Jacques y Kit aparecen como personajes importantes en los libros de Una serie de catastróficas desdichas. Él también conoció al Conde Olaf cuando era más joven, ambos iban a la escuela juntos.
En su juventud, Lemony Snicket asistió al internado de V.F.D. junto con varios personajes de la serie. Recibió clases en un cuartel de V.F.D. en las Montañas Mortmain, y fue contratado en el periódico El Diario Punctilio después de graduarse.
Durante su juventud, después de la escuela, Snicket tuvo un romance enfermizo con una actriz y miembro de V.F.D. llamada Beatrice, revelándose al final de la serie que ella es la madre de los protagonistas de la serie Violet, Klaus, y Sunny. Lemony y Beatrice estaban comprometidos a casarse, pero Beatrice rompió con su compromiso por razones poco claras (aunque la serie menciona fuertemente que ella creía que Lemony era responsable de crímenes cometidos en realidad por el Conde Olaf) y le regresó el anillo a Lemony, junto con las doscientas páginas del libro que explicaba porque ambos no podían casarse. Finalmente ella se casó con otro hombre, Bertrand, y finalmente sufrió una muerte trágica en el incendio que destruyó la mansión Baudelaire. Frecuentemente Snicket habla de Beatrice en sus narraciones y le dedica cada uno de sus libros de Una serie de catastróficas desdichas. Algunas dedicatorias, tal vez, pueden referirse a Beatrice Baudelaire, su sobrina la hija de la madre difunta Kit Snicket.
Los padres de los Baudelaire creyeron que Snicket había muerto, debido a que eso se mencionó en su libro en la isla Olaf-Land (tierra de Olaf), siguiendo con la tradición de nombrar a los hijos por el nombre de alguien que murió, Violet iba a ser llamada Lemony si hubiese sido un niño. Sin embargo, se puede asumir que debido a que Klaus, el segundo hijo, no fue nombrado Lemony, los padres de los Baudelaire descubrieron que Lemony se encontraba con vida, probablemente por un telegrama que Lemony les envió (el cual aparece en Las Cartas de Beatrice).
También se sabe que Snicket era amigo cercano de una mujer llamada "R.", la duquesa de Winnipeg.
En la narración de los libros, Snicket se describe haciendo muchas cosas inusuales en su tiempo libre, incluyendo: el esconder todos los rastros de sus acciones, el localizar lugares para esconderse, cuidándose de platillos sospechosos, e investigar la peligrosa vida de los Baudelaire.
Él afirma que con frecuencia se escribe notas de agradecimiento para intentar animarse, pero estos intentos son en vano. En The Grim Grotto, el Capitán Widdershins menciona que "el hermano de Jacques", obviamente Lemony, una vez fue parte de su tripulación en el Queequeg. También dice que fue un miembro de una tripulación en un crucero del barco Próspero.
Los enemigos de Snicket constantemente están detrás de él y con frecuencia intentan denunciarlo, y en algunas ocasiones Snicket habla de las trampas que sus enemigos le han hecho y de las acciones que ha emprendido para escapar de ellas. Siempre dice que es víctima de una conspiración en todo el mundo, posiblemente se refiere a los enemigos en V.F.D. Este tema se extiende en los blurbs del autor de Snicket y en otros materiales publicitarios no escritos por Snicket.

### Secretos del personaje
Un artículo en Lemony Snicket's official site, hecho público el 16 de mayo, enlista Trece secretos impactantes sobre Lemony Snicket. Estos son:
- Lemony Snicket no es quien crees que es.
- Lemony Snicket es uno de tres hermanos.
- La sobrina de Lemony Snicket es huérfana.
- Lemony Snicket es buscado por delito de incendios. (Esto es el acto de provocar incendios intencionalmente, uno de los crímenes cometidos múltiples veces por el Conde Olaf durante la serie)
- Lemony Snicket creció junto con un terrible villano.
- Lemony Snicket acudía a un internado.
- Cuando era bebé, Lemony Snicket fue raptado por una organización secreta.
- Lemony Snicket fue despedido de El Diario Punctilio.
- Lemony Snicket ayudó a Beatrice a cometer un grave crimen antes de su muerte.
- Lemony Snicket se encontraba disfrazado como torero cuando fue capturado.
- El trabajo de Lemony Snicket esta llenó de mensajes secretos para sus asociados.
- Lemony Snicket tiene el tatuaje de un ojo en el tobillo (el mismo tatuaje fue dado a todos los miembros de V.F.D. hasta cierto punto después del cisma).
- Ya terminó. (El decimotercer secreto se encuentra completando un enigma dentro del archivo) Se refiere a que Lemony terminó de relatar la historia de los Baudelaire.

### Una serie de eventos desafortunados

#### Títulos de la serie
1. Un mal principio (The Bad Beginning, 1999)
2. La habitación de los reptiles (The Reptile Room, 1999)
3. El ventanal (The Wide Window, 2000)
4. El aserradero lúgubre (The Miserable Mill, 2000)
5. Una academia muy austera (The Austere Academy, 2000)
6. El ascensor artificioso (The Ersatz Elevator, 2001)
7. La villa vil (The Vile Village, 2001)
8. El hospital hostil (The Hostile Hospital, 2001)
9. El carnaval carnívoro (The Carnivorous Carnival, 2002)
10. La pendiente resbaladiza (The Slippery Slope, 2003), no publicado en español.
11. La gruta sombría (The Grim Grotto, 2004), no publicado en español.
12. El penúltimo peligro (The Penultimate Peril, 2005), no publicado en español.
13. El fin (The End, 2006), no publicado en español.

#### Estilo de escritura
- Handler narra con humor respetuoso, sutil y, por lo general, explica palabras, detalles y analogías. Usualmente utiliza una manera deliberada para describir el suspenso.
- A pesar de las absurdas líneas generales que lleva la historia de los libros, Lemony Snicket continuamente mantiene que la historia es verdadera y que es su "deber solemne" describirla.
- Lemony Snicket tiene una actitud hacia los Baudelaire la cual siempre los describe como una especie de héroes memorables. La manera en la que representa a los otros personajes también es unilateral.
- A menudo Snicket se aleja un poco de la historia hacia lados curiosos, hablando sobre su vida personal, opiniones sobre diferentes situaciones, etc. Los detalles de su presunta vida personal son en gran parte absurdos. Por ejemplo, Snicket asegura haber sido perseguido durante dieciséis millas por una multitud enojada.
- Snicket exhibe una mayor aversión para los elementos macabros que un lector promedio. Siempre que la historia llega a un final deprimente, le suplica al lector que deje de leer e imagine un final feliz.
- Snicket exhibe una perspectiva cínica hacia la vida. Es reconocido que él se volvió amargado debido a los acontecimientos que ocurrieron en su pasado.
- Frecuentemente Snicket habla sobre Beatrice, la mujer que amó (esta puede ser una referencia a Beatrice Portinari, quien fue inolvidablemente amada por el poeta florentino Dante Alighieri y aparece como un personaje en dos de sus libros).
- A menudo Snicket comenta situaciones extrañas y específicas, en las cuales se describe un acontecimiento en la historia como si fuese una situación que difícilmente ocurriría, sin embargo Snicket entra en grandes detalles sobre ellas, quizás describiendo experiencias pasadas tales como la descrita arriba.
- Snicket traduce la manera en que habla la huérfana Baudelaire más joven, Sunny, la cual en los primeros libros sólo puede decir palabras o frases que únicamente tienen sentido para sus hermanos. Esto se hace cada vez menos común conforme Sunny comienza a decir palabras verdaderas.
- Snicket siempre critica los cuentos de hadas que para él son aburridos y no tienen mucho sentido.
- Al describir un personaje que los Baudelaire acaban de conocer, por lo general, Snicket describe al personaje primero y no revela su nombre hasta el último momento.

## Libros
Sus novelas The Basic Eight (1998) y Watch Your Mouth (2000) son comedias con humor gótico y escritas especialmente para el público adulto. 
Sus guiones fueron empleados en las películas Rick y Kill the Poor, ambas producidas en el año 2003. El filme Rick está basado en la opera Rigoletto del compositor italiano Giuseppe Verdi, mientras que "Kill the Poor" basa su argumento en la novela del escritor estadounidense Joel Rose. En su novela Adverbs (Adverbios) Handler habla, en una duración de diecisiete narraciones, sobre el amor y sus relaciones con él.
La última novela del autor se titula "Y por eso rompimos" y narra la relación de Minnie y Ed que ha terminado. Después de tanto tiempo, decide recopilar todos los objetos que ella juntó mientras estuvieron juntos, y le hace una carta explicando los motivos del porqué terminaron y todo el daño que le hizo.

## Música
Handler es un acordeonista realizado, y ha tocado en varias grabaciones. Estuvo en dos bandas después de la universidad, The Edith head trio y Tzamboni, pero ninguna tuvo éxitos conocidos. 
Stephin Merritt, el cantante de la banda The Magnetic Fields con la cual Handler colaboró, solicitó la ayuda de Daniel para su proyecto llamado The 6th en el álbum Hyacinths and Thistles, y a su turno escribió un tema musical para la versión del en soporte audio de cada libro de la serie "A Series of Unfortunate Events". Una vez que el decimotercer y aparentemente último libro esté terminado, las canciones serán compiladas en un CD y puestas a la venta bajo el nombre de The Gothic Archies, otro proyecto paralelo de Merritt.

## Película
Actualmente existen 14 libros publicados en la serie de A series of unfortunate events, incluyendo la "Autobiografía." Los primeros tres libros han sido la base de la película Lemony Snicket's A Series of Unfortunate Events (2004).
El 26 de abril de 2005 fue lanzada en DVD una grabación titulada "Brad Silberling and the real Lemony Snicket Commentary" (Brad Silberling y el comentario del verdadero Lemony Snicket) empleando a Handler como la voz de Snicket. Brad Silberling es el director de la película, y la broma del "verdadero Lemony Snicket" es una burla dirigida a Jude Law, que es considerado como "Impostor de Lemony Snicket" (pues en la película Lemony Snicket's A Series of Unfortunate Events Law fue la voz de Snicket).